# 蕭會理
蕭會理（519年—550年11月20日），字長才，南梁南康简王蕭绩長子，梁武帝蕭衍之孫。

## 生平
中大通元年（529年），蕭绩去世，蕭會理當時才十一岁。後襲封南康王。蕭會理很受祖父的寵愛，衣服礼秩与始封王相同。中大通五年（533年），出任轻车将军、湘州刺史，又领石头戍军事。後改任侍中。大同七年五月癸己（541年7月1日），兼任领军将军。不久，改任宣惠将军、丹阳尹，置佐史。後出任使持节、都督南兗、北兗、北徐、青、冀、谯、东徐七州诸军事、平北将军、南兗州刺史。太清元年（547年），督众军北伐，到達彭城後，被魏軍擊败，退归本镇。
太清二年（548年），侯景圍攻京城建康，蕭會理領軍入援，在路上擊敗了準備前去響應蕭正德的封山侯蕭正表。太清三年（549年），蕭會理尚未到達建康時，建康已被侯景攻陷。侯景派遣前任临江太守董绍先拿梁武帝的手敕召見蕭会理，蕭会理的僚佐都劝他拒绝董绍先。蕭会理沒有聽勸，前往建康。
太清三年六月丙戌（549年7月12日），出任司空。七月庚午（8月25日），兼任尚书令。蕭會理雖身在侯景的手中，卻與西乡侯蕭劝等暗中布置腹心，结交壮士，伺機匡复。大宝元年（550年），范阳人前江都令祖皓斩殺南兗州刺史董绍先，据广陵起兵反抗侯景，以蕭会理为内应。祖皓兵敗後，蕭會理被免官，但仍以白衣领尚书令。這年冬天，侯景前往晋熙，蕭會理与柳敬礼謀劃起兵，結果失敗。十月壬寅（11月20日），蕭會理被侯景所殺。蕭會理之弟祁阳侯蕭通理也同時被殺。